# Cochleosauridae
De Cochleosauridae zijn een familie van uitgestorven temnospondyle Batrachomorpha (basale 'amfibieën'). De meeste leden van deze familie zijn bekend uit het Laat-Carboon (Pennsylvanien) en Vroeg-Perm (Cisuralien) van Europa en Noord-Amerika, hoewel Nigerpeton bekend is uit het Laat-Perm (Lopingien) van Niger in Noord-Afrika.
De familie werd in 1923 benoemd door Broili.
Een klade Cochleosauridae werd in 2004 door Sequeira gedefinieerd als de groep bestaande uit Cochleosaurus bohemicus en alle soorten nauwer verwant aan Cochleosaurus dan aan Edops craigi.
Mogelijke synapomorfieën zijn: een zijdelingse verbreding van de voorste neusbeenderen. Het bovenkaaksbeen raakt het quadratojugale niet. De holte tussen de pterygoïden is beperkt tot de achterste helft van het verhemelte, de praemaxillae niet meegerekend. De crista muscularis vormt afgeronde wijd uit elkaar staande inzinkingen met scherpe voorranden.   

## Geslachten
- Adamanterpeton
- Chenoprosopus
- Cochleosaurus
- Macrerpeton
- Nigerpeton
- Gaudrya
- Procochleosaurus